# 直流

直流、脈流、交流の関係。Y軸は電流および電圧。赤色の線が直流。青色の線は脈流。

直流（ちょくりゅう、英: direct current、略記:DC）は、時間とともに流れる方向が変化はしない電流である。「直流電流」とも。
対比されている概念は、交流つまり周期的に方向が変化する電流である。

## 概要
直流は、狭義には方向だけでなく大きさも変化しない電流のことを指し、流れる方向が一定で、電流の大きさが変化するものは（厳密には）脈流（pulsating current）という。
（広義には、脈流も含めて、方向が変わらなければざっくりと「直流」と呼ぶ。）
なお電流と電圧には深い関係があり、直流電流を引き起こすような時間によって方向が変化しない電圧は、直流電圧という。脈流だと、電圧も脈を打つ。
直流の性質
電池や静電気により発生する電気は直流である。直流電流は金属線のような導体を流れるが、半導体や絶縁体をも一定程度流れる。また、大気中や真空中であっても陰極線として流れる。
直流回路において、電圧V（V）、電流I（A）のとき、電力P（単位・W）につき次式が成り立つ。
{\displaystyle {\mathit {P}}=I^{2}R}
上式はオームの法則から次のようにも変換される。
{\displaystyle {\mathit {P}}=VI={\frac {V^{2}}{R}}}
また、電力P（W）、時間t（s）のとき、電力量W（単位・Ws）につき次式が成り立つ。
{\displaystyle {\mathit {W}}=Pt}
上式はジュールの法則の熱量H（単位・J）と次のような関係にある。
{\displaystyle 1\mathrm {W\cdot {}s} =1\mathrm {J} =0.24\mathrm {cal} }

また、一般に電流を流すと磁場が発生し、直流でも同様に磁場が発生する。

## 直流の利用

### 直流発電
初期の発電事業においては直流発電機が用いられていたため直流送電が用いられたが、その後、交流に取って代わられた。その後に利用が拡大した太陽光発電は直流電力を取り出し、通常はパワーコンディショナーにより交流に変換した上で電源としている。

### 直流送電
通常、送電のメリットから、一般家庭に送電されるのは交流であり、家庭用電源を使用する電化製品は交流電源に対応するが、機器によっては機器内の整流器により直流電流に変換して作動させるものもある。ただし、北海道・本州間連系設備等静電容量が高くなるため交流送電の場合損失が大きい海底ケーブル区間や、長い区間に亘り途中の利用がない送電には、サイリスタ等パワーエレクトロニクスの進歩もあって直流送電も用いられている。

### 直流機器
直流モーターは、SとNを切り替える為に整流子が不可欠である。

## その他
雑学
すでに説明したように直流電流でも磁場が発生する。市販品の乾電池一本でも方位磁針が若干反応するほどであるので、磁気を測定する場所およびその周辺では大電流で直流電圧をかけることを厳しく制限している。例えば茨城県にある気象庁地磁気観測所の観測に悪影響をあたえないように、東京周辺の鉄道では直流電化がほとんどであるにもかかわらず、常磐線取手以北や水戸線、つくばエクスプレスの守谷 - つくば間が交流電化にされ、関東鉄道の2路線が非電化とされている。